# Wilson Greatbatch
Wilson Greatbatch (6 de setembro de 1919 – 27 de setembro de 2011) foi um engenheiro e inventor pioneiro norte-americano. Ele detinha mais de 325 patentes e foi membro do Hall da Fama dos Inventores Nacionais e recebeu o Prêmio Lemelson-MIT e a Medalha Nacional de Tecnologia e Inovação (1990).

## O marcapasso Chardack-Greatbatch
O marcapasso Chardack-Greatbatch usava células de óxido de mercúrio e zinco Mallory (pilha de mercúrio) como fonte de energia, acionando um circuito oscilador de bloqueio acoplado a um transformador e dois transistores, todos encapsulados em resina epóxi e, então, acoplados a eletrodos colocados no miocárdio do coração do paciente. Esta inovação patenteada levou a empresa Medtronic de Minneapolis a iniciar a fabricação e o desenvolvimento de marcapassos cardíacos artificiais. 

## A célula de bateria de lítio-iodeto Greatbatch
Em 1968, a Catalyst Research Corporation de Baltimore, Maryland, desenvolveu e patenteou uma célula de bateria de lítio Patente E.U.A. 4 049 890. A célula usou dois elementos próximos aos extremos da escala eletroquímica, causando uma alta voltagem de 2,8 V e uma densidade de energia próxima ao máximo físico. Infelizmente, ele tinha uma impedância interna que limitava sua carga de corrente a menos de 0,1 mA e, portanto, era considerado inútil.
Greatbatch procurou introduzir esta invenção na indústria de marcapassos, que poderia facilmente usar uma bateria de alta impedância. O trabalho inicial foi realizado em uma área alugada da antiga Fábrica de Órgãos Wurlitzer em North Tonawanda, Nova York. Acredita-se que Ralph Mead tenha liderado o desenvolvimento eletroquímico inicial.
A Greatbatch apresentou a célula WG1 desenvolvida aos desenvolvedores de marcapassos em 1971, mas foi recebida com pouco entusiasmo. Em 9 de julho de 1974, Manuel A. Villafaña e Anthony Adducci, fundadores da Cardiac Pacemakers Inc. (Guidant) em St. Paul, Minnesota, fabricaram o primeiro marcapasso do mundo com um ânodo de lítio e uma bateria de estado sólido de eletrólito de iodeto de lítio.   A célula de iodeto de lítio fabricada pela Greatbatch é agora a célula padrão para marcapassos, tendo a densidade de energia, baixa autodescarga, tamanho pequeno e confiabilidade necessários.

## Filantropia
Greatbatch doou fundos ao Houghton College em Nova York para criar um programa de pós-graduação em música. O Houghton College Center for the Arts (CFA) foi projetado com suas doações para incluir uma sala de concertos, galeria de arte, espaço para reuniões de vários andares e várias salas de prática de coro e instrumentos. Posteriormente, a escola recebeu o nome de Greatbatch School of Music em sua homenagem. O Houghton College auxiliou Greatbatch em sua pesquisa, quando ele não conseguiu gerar apoio, fornecendo-lhe espaço de laboratório e assistência à pesquisa. 